# لنگنفلد (ووگتلند)
شهر لنگنفلد (به آلمانی: Lengenfeld) در ایالت زاکسن در کشور آلمان واقع شده‌است.